# Hortshang Rinpoche
 Hortshang Rinpoche (tib. hor tshang gser khri rin po che; hor tshang rin po che; chin. Huocang huofo 霍仓活佛) von Labrang Tashikyil ist der Titel einer Trülku (chin. huofo "Lebender Buddha")-Inkarnationslinie der Gelug-Schule des tibetischen Buddhismus. Es ist eines der vier großen Thronhalter bzw. Serthri (gser khri) des Labrang-Klosters. Ihr traditioneller Stammsitz ist das 1710 gegründete Kloster Labrang in Amdo in der chinesischen Provinz Gansu, das neben dem Kloster Kumbum das zweite bedeutende Kloster Amdos ist. Bis heute gibt es sieben Vertreter dieser Reihe. Der 1. Hor Serthri (hor tshang gser khri) war Pelden Dragpa (dpal ldan grags pa; gest. 1729), der 51. Ganden Thripa.

## Liste der Hortshang Rinpoches
|    | Lebensdaten | Name                                                                                |
| -- | ----------- | ----------------------------------------------------------------------------------- |
| 1. | ?-1729      | Pelden Dragpa (dpal ldan grags pa)                                                  |
| 2. | 1731-1747   | Lobsang Tendzin Gyatsho (blo bzang bstan 'dzin rgya mtsho)                          |
| 3. | 1747-1815   | Jigme Rigpe Sengge ('jigs med rig pa'i seng ge)                                     |
| 4. | 1816-1874   | Jigme Tenpe Nyima (jigs med bstan pa'i nyi ma)                                      |
| 5. | 1875-1912   | Kelsang Pelden Dragpa                                                               |
| 6. | 1913-1958   | Lobsang Pelden Gyatsho oder Lobsang Tenpe Gyatsho (blo bzang bstan pa'i rgya mtsho) |
| 7. | 1979-       | Jigme Dragpa Gyatsho                                                                |